# Iuput II
Iuput II (còn được đánh vần là Auput II) là một vị vua của Leontopolis, ở khu vực châu thổ sông Nile của Hạ Ai Cập, ông đã trị vì vào thế kỷ thứ 8 TCN, trong giai đoạn cuối của Thời kỳ chuyển tiếp thứ Ba.

## Triều đại
Ông là một đồng minh của Tefnakht của Sais, người đã kháng cự cuộc xâm lược Hạ Ai Cập của vị vua người Kush Piye. Iuput II đã trị vì trong một giai đoạn hỗn loạn của thời kỳ Chuyển tiếp thứ Ba khi mà một số vị vua đã kiểm soát vùng Hạ Ai Cập, bao gồm Osorkon IV tại Bubastis và Tefnakht tại Sais.
Năm thứ 21 của Iuput II được chứng thực trên một tấm bia đá đến từ Mendes. Nhà Ai Cập học người Anh Kenneth Kitchen tuyên bố rằng tấm bia đá ghi niên đại này mô tả vị Đại thủ lĩnh của người Ma Smendes, con trai của Harnakht và là người cai trị của Mendes, có mang tên của Iuput nhưng lại không có tên hoàng gia của ông hoặc prenomen. Tuy nhiên, nguồn gốc từ Hạ Ai Cập rõ ràng của tấm bia đá này có thể được liên kết với một số công trình tưởng niệm khác mà định rõ "một vị vua Usermaatre Setepenamun (var. Setepenre), Iuput Si-Bast, từ vùng châu thổ", điều này có nghĩa rằng tên ngai của Iuput II là Usermaatre-setepen-amun/re. Tấm bia đá năm thứ 21 của Iuput II đã được công bố đầy đủ vào năm 1982.
Sau khi Piye đánh bại liên minh của Tefnakht và chinh phục vùng Hạ Ai Cập vào khoảng năm thứ 20 của ông ta, vị vua Nubia đã cho phép Iuput II tiếp tục giữ chức tổng đốc của Leontopolis theo như tấm bia đá Chiến Thắng của ông ta từ Jebel Barkal.

## Công trình
Tấm bia đá Mendes của Iuput II được xác định niên đại là vào năm thứ 21 của ông. Các công trình khác hoặc đồ vật đến từ triều đại của ông bao gồm "một chân đế tượng của Usimare Setepenamun, Iuput Meryamun Si-Bast từ Tell el Yahudieh, một tấm thẻ được đánh bóng ngày nay nằm tại bảo tàng Brooklyn, và một bản lề bằng đồng từ Tell Moqdam (Leontopolis) mang các tước hiệu giống hệt của một vị vua cùng với một đề cập Người Vợ Hoàng Gia Vĩ Đại, Tent-kat [...] và một số tên gọi mơ hồ."

### Tấm thẻ theo phong cách cổ điển của Iuput II
Tấm thẻ ở Bảo tàng Brooklyn lạ kỳ ở chỗ nó miêu tả Iuput II theo phong cách khác rất nhiều so với tiêu chuẩn của thời kỳ Chuyển tiếp thứ Ba: thay vì có chân dài, dáng người mảnh khảnh, Iuput lại thấp và vạm vỡ hơn, một sự cân đối mà gợi nhớ lại nghệ thuật thời kỳ Cổ Vương quốc. Vì lý do này, tấm thẻ này được coi là bằng chứng cho thấy rằng khuynh hướng cổ điển mà được cho là có nguồn gốc từ Nubia và truyền bá vào Ai Cập dưới thời vương triều thứ 25, trên thực tế đã xuất hiện sớm hơn và có nguồn gốc từ vùng châu thổ, và các nghệ sĩ người Kush (và Sais) chỉ đơn thuần là đã chấp nhận một xu hướng vốn đã có sẵn.